# 翌朝10時郵便
翌朝10時郵便（よくあさ10じゆうびん）およびモーニング10（モーニングテン）は、当該郵便物を午前10時までに受取人に配達したサービス。「翌朝10時郵便」は愛称であり、郵便規則や内国郵便約款に定める正式名称は翌朝郵便だった。
1995年（平成7年）2月13日に取り扱い開始。2013年（平成25年）10月1日の配達時間帯指定郵便新設に伴い、同年9月30日の受付をもって廃止された。新設のサービスでは、翌朝10時指定が出来ず（時間帯の午前中指定）、厳密な意味では代替にならない。
本項では、本サービスに統合された「ビジネス郵便」についても述べる。

## 概要
本節では、2013年（平成25年）のサービス廃止直前の概要について述べる。
はがき、ゆうメールや2010年（平成22年）までゆうパックでも利用できた速達とは異なり、第一種郵便物のみで利用可能であるほか、サイズにも長さ40cm以内、幅30cm以内、厚さ15cm以内という制限があった。
特殊取扱料金（第一種郵便物の料金に追加する料金）は250gまでが330円、500gまでが360円、1kgまでが320円、2kgまでが150円、3kgまでが50円、4kgまでが250円と、サイズに制限があるものの独特の料金体系となっていた（ちなみに翌朝10時郵便を利用できるサイズの郵便物の速達料金は250gまで270円、1kgまで370円、4kgまで630円）。そのため、サイズと差出時間が合えば料金が普通速達より大幅に安く済んだ。
翌朝10時郵便は、当日配達する郵便物の中でも最優先で配達した。概ね午前8時〜10時の2時間の間に受取人へ配達された。
書留と普通扱いの2種類があり、受取人が在宅・在社の場合は原則本人に当該郵便物を配達した。本人が不在の場合は同居人・職場の他社員に配達された。ただし、受取人及び同居人等も不在の場合は、次のとおり当該郵便物の扱いが異なる。
- 書留の場合→不在通知ハガキを投函し、集配郵便局に持ち戻った。不在通知ハガキに配達員の携帯電話番号を手書きし、迅速に再配達できる配慮もみられた。
- 普通扱いの場合→配達に来た時刻を明記した用紙とともに当該郵便物を郵便受け・ドアポストに投函した（ただし、当該郵便物が大きく投函できない場合は集配郵便局へ持ち戻った）。

サービスの利用には専用の送り状が必要で、普通扱いの場合は「S伝票」と呼ばれる小型のものとゆうパックタイプのものとがあった。書留扱いは、ゆうパックタイプのもののみ用意されていた。送り状が必要なのでポスト投函は不可。また、郵便追跡サービスが利用できた。
差出時に翌日10時までに配達可能な地域かどうかを確認する必要があり、締切時刻（同一の配達先であっても、平日と休日では異なる）を過ぎていると利用できなかった。遠隔地の場合など締切時刻が早い場合、地域によっては物理的に翌朝10時までの配達が不可能な場合もあるので注意が必要。
万一、午前10時までに配達できなかった場合には、不可抗力による場合を除き特殊取扱料金が返還された。

## 取扱いのできない地域・場所
- 定期便が毎日運航されていない島しょ
- 著しく交通が困難な山間部
- 法令等で立ち入りが禁止・制限されている場所（ただし、当該施設等から許可や申請等がある場合は配達可能）

## 沿革
1995年（平成7年）2月13日、サービス開始。当初の取扱地域は東京都区部と政令指定都市（当時12市）で、各都市内のほか、東京と12市相互間、大阪と名古屋・京都・神戸間が対象とされたが、阪神・淡路大震災の影響により東京-京阪神間のサービス開始は1か月以上遅れた。また、誰でも利用できたわけではなく、事前に差出そうとする集配郵便局に事前登録をしないと差し出しできなかった（後に誰でも利用できるようになり、無集配特定郵便局でも差し出せるようになった）。なお、集配郵便局窓口のほか、集荷による取扱いもあった。
1995年（平成7年）11月、取扱局を各県庁所在地の集配郵便局に拡大し、東京と各県庁所在地間等にサービスを拡大した。
1997年（平成9年）8月、取扱局を全集配郵便局に拡大し、郵便局ごとに指定した地域へのサービスを開始した。
1998年（平成10年）10月、東京と運送上可能な全地域にサービスを拡大、翌11月には大阪と運送上可能な全地域にサービスを拡大した。
1999年（平成11年）4月、全国各地域間の運送上可能な全地域にサービスを拡大した。
2013年（平成25年）10月1日の配達時間帯指定郵便サービス新設に伴い、本サービスは廃止された。

## ビジネス郵便
1968年（昭和43年）10月1日、東京中央郵便局、名古屋中央郵便局および大阪中央郵便局相互間において、「速達郵便物の特別取扱い」が開始された。これは、各中央郵便局の特別窓口で引き受け、他の中央郵便局に受取人が開設した本サービス専用に「特○号」の番号が付された私書箱に配達することに限定し、おおむね午前中（引受締切時刻は区間により11時 - 13時に設定された）に引き受けた郵便物は新幹線（東京←→大阪間は航空便）で当日午後に、午後（同じく22時に設定された）引き受けたものは航空便（大阪→名古屋のみ自動車便）で翌朝7時から受け取れるようにしたもので、三大都市の企業の事業所間で信書らしきものを航空運送事業者に託して送達していたことへの対策であった。郵便物は書留速達扱いとし、差出人、受取人とも事前に郵政省の承認を必要とした。
「ビジネス郵便」の呼称がいつから始まったか不詳であるが、1973年（昭和48年）、郵政省が初めて発行した『通信白書』（現:情報通信白書）では、本サービスを「ビジネス郵便」と呼んでいる。
1982年（昭和57年）11月15日、取扱局を1都11市22局に拡大するとともに、一定の条件下では到着郵便局から受取人への配達が可能となった。これにあわせ、従来の依命通達に基づく特別取扱いから、郵便規則（昭和22年逓信省令第34号）に基づく特殊取扱に格上げされた。
1984年（昭和59年）8月23日、取扱局を集配郵便局及び一部の無集配郵便局に拡大し、取扱地域も自府県全域及び地方郵政局管内の一部あてに拡大した。
1985年（昭和60年）7月1日、東京都内11局と全道府県庁所在地間、大阪市内3局と41都道府県庁所在地との間のサービスを開始し、夕刻19時までに引き受けたものを翌日昼間に窓口交付又は配達することとなった。
1997年（平成9年）8月1日、配達地域が拡大された翌朝郵便に統合され、廃止された。
なお、1981年（昭和56年）から1984年（昭和59年）までの一時期、外国郵便規則（昭和34年郵政省令第3号。のち「国際郵便規則」に改題）に「ビジネス郵便」の規定があったが、いわゆる国際ビジネス郵便（現:国際スピード郵便）に関するものであり、上述の（国内の）ビジネス郵便とは異なる。